# Descans setmanal
El descans setmanal és un dret laboral recollit als convenis i el contracte d'un treballador que indica que els torns de feina han d'estar acompanyats de períodes de descans, usualment un o dos dies a la setmana. En els treballs a torns, aquests descansos es poden acumular, de forma que es treballa en dies o setmanes alterns. Determinades professions que requereixen guàrdies, com les de serveis bàsics, poden alterar la periodicitat dels descansos. El descans setmanal està inclòs en el sou, igual que les vacances remunerades. En la majoria de casos a Europa coincideix el dia de descans amb el diumenge, per tradició cultural.